# Максимович Іван Андрійович
Максимович Іван Андрійович (нар.1810 р. — пом.1889 р.) — магістр права і археолог.

## Біографія
Народився в 1810 році, вчився у Київському університеті.
У 1842–1869 роках читав у Ніжинському юридичному ліцеї імені князя А. А. Безбородька кримінальні та поліцейські закони.

## Праці
- «Мова про розвиток ідеї злочину за змістом пам'яток російського законодавства». — Київ: 1845.
- «Мова про кримінальні покарання в Росії». — К.: Унів. Тип., 1853. —- 263 с. зміст [Архівовано 2 квітня 2015 у Wayback Machine.]